# Liste der Stolpersteine im Kölner Stadtteil Sürth
Die Liste der Stolpersteine im Kölner Stadtteil Sürth führt die vom Künstler Gunter Demnig verlegten Stolpersteine im Kölner Stadtteil Sürth auf.
Die Liste der Stolpersteine beruht auf den Daten und Recherchen des NS-Dokumentationszentrums der Stadt Köln, zum Teil ergänzt um Informationen und Anmerkungen aus Wikipedia-Artikeln und externen Quellen. Ziel des Kunstprojektes ist es, biografische Details zu den Personen, die ihren (letzten) freiwillig gewählten Wohnsitz in Köln hatten, zu dokumentieren, um damit ihr Andenken zu bewahren.
Anmerkung: Vielfach ist es jedoch nicht mehr möglich, eine lückenlose Darstellung ihres Lebens und ihres Leidensweges nachzuvollziehen. Insbesondere die Umstände ihres Todes können vielfach nicht mehr recherchiert werden. Offizielle Todesfallanzeigen aus den Ghettos, Haft-, Krankenanstalten sowie den Konzentrationslagern können oft Angaben enthalten, die die wahren Umstände des Todes verschleiern, werden aber unter der Beachtung dieses Umstandes mitdokumentiert.
Die Koordinaten können im Einzelfall abweichend sein.
| Bild                                                    | Name sowie Details zur Inschrift                                                                               | Adresse                         | Zusätzliche Informationen |
| ------------------------------------------------------- | --- | ------------------------------- | --- |
| Stolperstein für Adolf Salomon (Sürther Hauptstraße 74) | Hier wohnte Adolf Salomon (Jahrgang 1901) Deportiert 1942 Theresienstadt Ermordet 1944 Auschwitz               | Sürther Hauptstr. 74 (Standort) | Der am 3. April 2017 verlegte Stolperstein erinnert an Adolf Salomon, geboren am 30. Mai 1901 in Sürth. Adolf Salomon war der Sohn von Salomon Salomon. Die Familie wohnte in der Sürther Hauptstraße 30. Adolf Salomon besuchte das Gymnasium Kreuzgasse und von 1919 bis 1921 das Städtische Realgymnasium Köln-Deutz, wo er 1921 sein Abitur erlangte. Er wurde Regierungsrat und war von 1937 bis 1942 im Hilfsverein der deutschen Juden tätig. Am 8. Dezember 1941 heiratete er Irma Sternberg (geb. 20. Juni 1918). Die Familie musste in ein kleineres „Ghettohaus“ in Rodenkirchen umziehen. Am 27. Juli 1942 wurde die Familie von dort abgeholt. Vater Salomon Salomon wurde über das Messelager Köln-Deutz in das Ghetto Theresienstadt und am 19. September 1942 in das Vernichtungslager Treblinka verbracht, wo er wenig später starb. Die Eheleute Adolf und Irma Salomon wurden zunächst in das „Ghettohaus“ Utrechter Straße 6 eingewiesen und von dort aus am 26. September 1942 mit dem 6. Kölner Transport (III/6) in das Ghetto Theresienstadt deportiert. Am 28. September 1944 wurden sie in das Vernichtungslager Auschwitz verschleppt, dort verliert sich die Spur von Adolf Salomon... Irma Salomon überlebte den Holocaust. Für Adolf Salomon wurde ein weiterer Stolperstein vor seiner ehemaligen Schule dem Deutzer Gymnasium Schaurtestraße verlegt. |
| Stolperstein für Irma Salomon (Sürther Hauptstraße 74)  | Hier wohnte Irma Salomon, geb. Sternberg (Jahrgang 1918) Deportiert 1942 Theresienstadt 1944 Auschwitz Befreit | Sürther Hauptstr. 74 (Standort) | Der am 3. April 2017 verlegte Stolperstein erinnert an Irma Salomon (geb. Sternberg), geboren am 20. Juni 1918 in Plettenberg. Die Eheleute Adolf und Irma Salomon wurden zunächst in das „Ghettohaus“ Utrechter Straße 6 eingewiesen und von dort aus am 26. September 1942 mit dem 6. Kölner Transport (III/6) in das Ghetto Theresienstadt deportiert. Am 1. Oktober 1944 wurde sie in das Vernichtungslager Auschwitz verschleppt. Irma Salomon konnte befreit werden. |

## Quelle
- NS-Dokumentationszentrum - Stolpersteine | Erinnerungsmale für die Opfer des Nationalsozialismus (Stadtteilliste Sürth)